# 林德斯特羅姆嶺
79°43′S 156°0′E / 79.717°S 156.000°E
林德斯特羅姆嶺（英語：Lindstrom Ridge）是南極洲的山嶺，位於奧次地，處於格林冰川西岸的隕石山東端，屬於達爾文山脈的一部分，長7公里，現時由南極條約體系管理。